# Спенс, Невин
Невин Спенс (англ. Nevin Spence; 26 апреля 1990, Аннаилт — 16 сентября 2012, Хиллсборо) — ирландский регбист, выступавший на позиции центра и винга.

## Клубная карьера
Своё детство Невин провёл на отцовской ферме. Учился в средней школе Дромор (англ. Dromore High School), где впервые занялся регби, а позже учился в средней школе Уоллеса в Лисберне. Он выступал за регбийный клуб «Баллинахинч» во Всеирландской лиге, в котором играли также его отец Ноэль и брат Грэм: в сезоне 2008/2009 с командой он выиграл чемпионат Ольстера, Кубок Ольстера, Второй дивизион Всеирландской лиги и Всеирландский кубок, став лучшим бомбардиром по попыткам. У Невина была сестра Эмма, известная художница. Также он играл в футбол, выступая за клуб «Лисберн Юс» (англ. Lisburn Youth), и даже привлекался в сборную Северной Ирландии не старше 16 лет: молодым игроком интересовался «Манчестер Сити».
Невин Спенс провёл три года в академии клуба «Ольстер». Дебют Спенса в профессиональном регби за «Ольстер» состоялся в Про12 в апреле 2010 года в матче против «Оспрейз». Он сыграл 42 матча за «Ольстер» в течение двух сезонов, несмотря на множество травм, и занёс пять попыток, набрав 25 очков. В 2011 году он был признан лучшим молодым игроком Ирландии по версии Ассоциации игроков Ирландского регбийного союза (IRUPA).

## Карьера в сборной
Спенс выступал за сборную Ирландии не старше 20 лет, сыграв в её составе 11 встреч и занеся 4 попытки. Он сыграл на двух молодёжных чемпионатах мира 2009 и 2010 годов. В канун Кубка шести наций 2011 года он даже был вызван в сборную на учебно-тренировочные сборы. Сыграть на чемпионате мира 2011 года Спенсу помешали многочисленные травмы плеча: по их же вине Спенс не сыграл ни одного матча за сборную в турне по Новой Зеландии летом 2012 года. Единственный матч за сборную он провёл всё же 29 мая 2012 года против «Барбарианс», в котором Ирландия потерпела поражение на последних секундах со счётом 28:29. Игра состоялась на стадионе «Кингсхолм».

## Стиль игры
Спенс считался одним из лучших молодых талантов ирландского регби на стыке десятилетий: при росте 182 см и 91 кг он умел жёстко входить в захват, хорошо играл ногами и отрабатывать в обороне, а также мог ускоряться при необходимости. В связи с тем, что средний возраст полузащитников и защитников ирландской сборной приближался к 30 годам, на Спенса во многом рассчитывали в ирландском регби. В то же время он говорил, что удары ногами по мячу и передачи не были его сильной стороной.

## Смерть и память
15 сентября 2012 года Невин, его отец Ноэль и брат Грэм погибли в результате трагического происшествия: они упали в шламохранилище, откуда пытались вызволить застрявшую там собаку, и задохнулись ядовитыми парами. В ту же ночь в больницу с отравлением была доставлена сестра Невина Эмма, которую удалось спасти. У Ноэля остались жена и две дочери, у Грэма — также жена и двое детей. Как позже сообщил коронер полиции Северной Ирландии Джон Леки, Эмма пыталась спасти своих родных и сама чуть не погибла, а Невин, Ноэль и Грэм пошли спасать собаку, осознавая всю опасность, которая им грозила.
Всех троих похоронили на кладбище Инч, отпевание прошло в баптистской церкви Баллинахинча. Одноклубники Невина по команде «Баллинахинч» взяли на себя ответственность по уходу за фермой, а организаторы Про12 объявили о том, что поддержат любые усилия игроков «Ольстера» по оказанию помощи родственникам погибших. В связи с этой трагедией многие последующие регбийные встречи с участием команд Великобритании и Ирландии начались с минуты молчания. 23 сентября 2012 года на стадионе «Кингспан» состоялась заупокойная служба в память о Невине Спенсе.
26 апреля 2020 года, когда исполнилось 30 лет со дня рождения Невина Спенса, Эмма родила двойняшек, которых назвали Ноэль Грэм Спенс Райс (англ. Noel Graham Spence Rice) и Невин Джеки Эбел Райс (англ. Nevin Jackie Abel Rice).